# Subwoofer

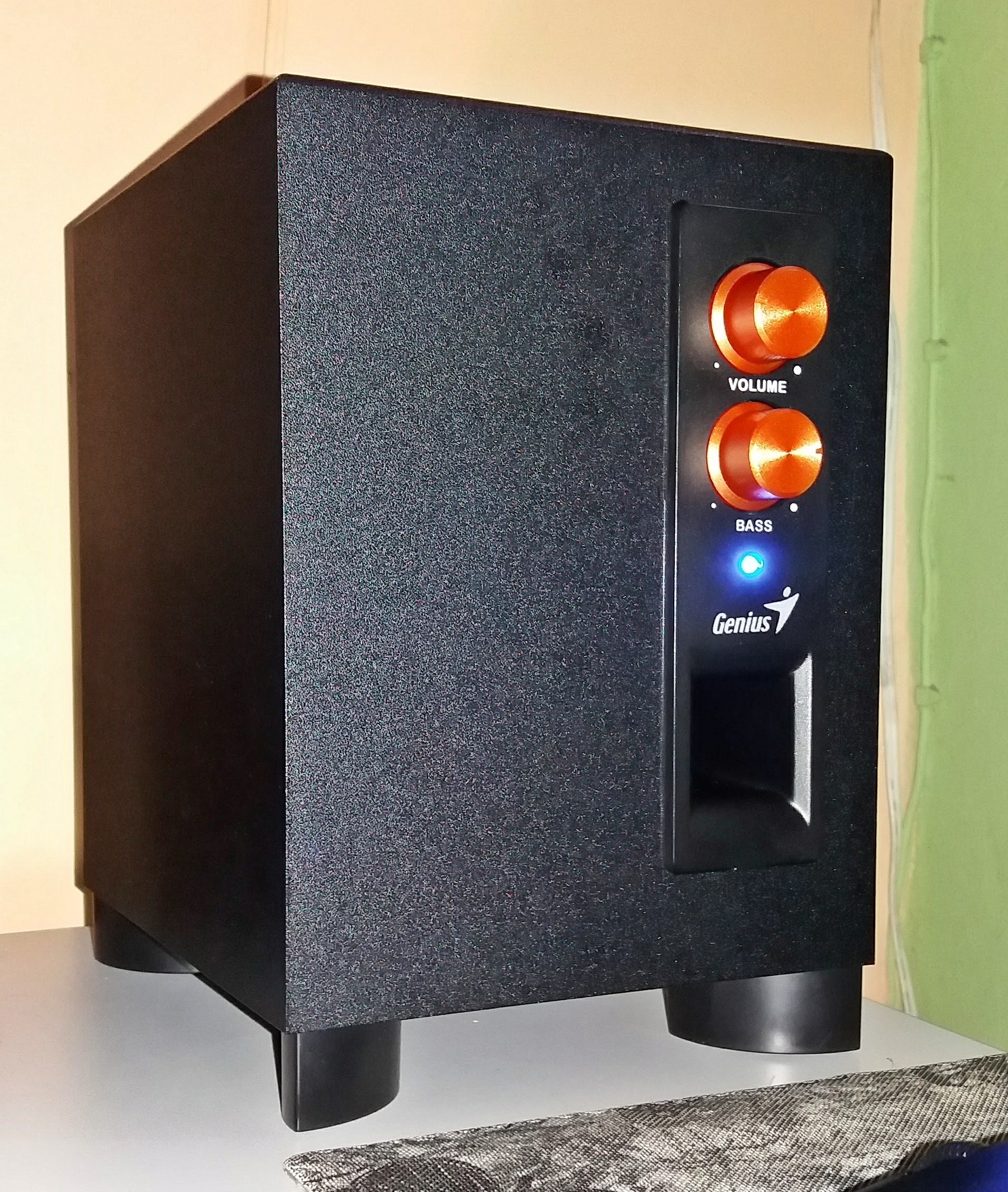
Subwoofer Genius de 2.1 canals, amb la seva caixa de reflexió de greus

El subwoofer o altaveu de subgreus és un tipus d'altaveu passiu o actiu de via única dissenyat per reproduir, aproximadament, les dues primeres octaves (les més greus, normalment entre 20 i 80 Hz) del total de 10 que conformen l'espectre complet d'audiofreqüències. Els altaveus de subgreus pretenen, per tant, complementar els altaveus convencionals de dues vies que mai cobreixen la primera octava (de 20 a 40 Hz) i amb freqüència només aconsegueixen reproduir els components més aguts de la segona (de 40 a 80 Hz).

## Característiques
Típicament, els subwoofers domèstics integren en les seves versions més simples una font d'alimentació potent (normalment entre els 100 VA i 1 kVA, ja que a vegades poden circular corrents superiors a 10 ARMS per la bobina del transductor), un filtre passabaix actiu, proteccions de sobrecàrrega, un amplificador dedicat i un únic transductor de gran diàmetre. El disseny i les propietats mecàniques del recinte acústic en el qual es troba el transductor són també determinants pel funcionament d'un altaveu de subgreus; en tot cas, molt més determinant que per a la reproducció de les octaves més altes.
Encara que els més freqüents són de tipus analògic, existeixen ja en el mercat versions digitals. Entre els avantatges dels models digitals es troba el fet que permeten ajustos en la resposta en freqüència i fase per a la correcta adequació a l'entorn de reproducció (Digital Room Correction) i una millor integració del subwoofer amb la resta d'altaveus.
Com les longituds d'ona a l'aire (a temperatura ambient normal) de les freqüències dels sons que típicament reprodueix un subwoofer són almenys diverses desenes de vegades la del diàmetre del transductor que els reprodueix, la directivitat d'aquests sons així reproduïts és del tot menyspreable (Principi de Huygens i Difracció). No és possible per a l'observador, per tant, localitzar la font d'aquests sons pel que l'estereofonia per a la reproducció de les octaves més greus és inútil. Es fa innecessari registrar o reproduir aquests sons en més d'un canal (i, per tant, altaveu) tant per als sistemes estereofònics com multicanal.
Una altra particularitat (relacionada amb l'anterior) de la reproducció dels sons de freqüències greus és la forta interacció que aquests tenen amb la sala en la qual es reprodueixen. Segons Floyd E. Toole, la sala és la principal responsable del que s'escolta fins a gairebé les cinc primeres octaves del total de deu que conformen l'espectre d'audiofreqüències (és a dir, de les longituds d'ona superiors a 0,5 m aproximadament). La correcta localització de l'altaveu de subgreus amb relació a la sala d'audició i l'observador, un adequat tractament acústic de la sala d'escolta (absorció i difusió) i l'ús d'un sistema de correcció digital (DRC) es fa totalment necessari per a la reproducció fidel d'aquests sons. Quan no s'observen aquests requeriments és freqüent que la inclusió simple d'un subwoofer a un sistema finalitzi, paradoxalment, amb una forta deterioració general de la fidelitat del sistema.
Aquest tipus d'altaveu no es realitza quasi mai passiu perquè:
- La reproducció de les baixes freqüències (especialment les més extremes, això és, les de la primera octava) requereix, a igualtat d'intensitat sonora (mesurat en dBSPL), una gran potència en les versions passives (de fet, els altaveus domèstics passius que reprodueixen amb dignitat freqüències inferiors a 35 Hz són estranys, cars i de baixa sensibilitat). Aquesta potència augmentaria els requeriments de l'etapa d'amplificació (o limitarien la disponibilitat d'aquests per a la resta de freqüències) si el subwoofer és passiu.
- La possibilitat d'emprar filtres actius permet equalitzar el senyal d'entrada. Això és molt interessant per limitar el volum de la caixa i per reforçar i compensar ressonàncies; un fenomen especialment notable amb les freqüències més baixes en recintes petits (la longitud d'ona d'un so de 20 Hz a l'aire és d'uns 17 m).
- Un altaveu passiu de subgreus tindria importants problemes de compatibilitat amb la majoria d'amplificadors amb canal específic de subwoofer (per exemple amplificadors Dolby AC-3). Aquests solen tenir sortides RCA sense amplificar per connectar amb subwoofer actiu. La compra d'un amplificador monofònic addicional es faria imprescindible en aquests casos.

## Amplada de banda per a un canal subwoofer
La quantitat d'informació per unitat de temps (flux) necessària per registrar els sons que després reproduirà un subwoofer és molt limitada comparada amb la necessària per reproduir dos canals (estèreo) que cobreixin el rang total d'audiofreqüències.
Gravar sons limitats a components de fins a 80 Hz (les dues primeres octaves d'un total de 10 audibles) requereix pel seu registre:
- Una taxa de mostreig major del doble dels 80 Hz (Teorema de mostreig de Nyquist-Shannon). En la pràctica, s'haurà de deixar un marge mínim del 10% pel que 176 mostres per segon seria una elecció correcta per a la taxa de mostreig (80•2•1.1=176).
- Un únic canal. Això és conseqüència de la baixa direccionalitat del transductor d'un altaveu de subgreus (serien necessaris transductors de més d'una desena de metres de diàmetre per assegurar direccionalitat als components propers als 20 Hz).
- Una quantificació de 32768 nivells de quantificació, el que permetrà una codificació posterior de 15 bits per mostra. Això és a causa que, com es pot comprovar a un gràfic de corbes isofòniques, del llindar d'audibilitat dels 80 Hz (40 dBSPL) fins al llindar del dolor dels 20 Hz (130 dBSPL) hi ha un rang màxim de 90 dB(130-40). Només és necessari, per tant, assegurar una relació senyal a soroll de quantificació màxima (SQNR) de 90 dB en el pitjor dels casos, un valor inferior al que s'obté amb 32768 nivells (15 bits/mostra): SQNR=92.07 dB.

Aquests subwoofers necessiten un amplificador classe D. D'aquesta manera, només es necessita un flux total de dades netes sense compressió d'una mica menys de 2.7 kbit/s (2640 bps=176 mostres/s•15 bits/mostra) per transmetre tota la informació continguda en un típic canal subwoofer. Com a comparació, dos canals (estèreo) que cobreixen el total de l'espectre d'audiofreqüències (fins a 20 kHz) requereix un flux sense compressió d'una mica més d'1.4 Mbit/s (44100 mostres/s i canal•2 canals•16 bits per mostra=1411200 bit/s) com un CD-Àudio.
El flux d'un canal subwoofer és només un 1/535, el necessari para CD-Àudio.
Si es pretén cobrir, amb el mateix criteri, les tres primeres octaves en comptes de només dues, el flux de dades necessari és de gairebé 5.7 kbit/ss (5632 bit/s), això és, 1/250 l'amplada de banda necessària per transmetre a temps real un CD-Àudio sense compressió de dades.